# Under My Thumb
Pistes de Aftermath
Lady Jane
(3) Doncha Bother Me
(5)
Under My Thumb est une chanson écrite par Mick Jagger et Keith Richards, et interprétée par les Rolling Stones. Quatrième titre de l'album Aftermath paru en 1966, elle est parmi les chansons les plus populaires des Stones, probablement la plus connue sur cet album avec Paint It Black. Elle figure sur de nombreuses compilations du groupe.

## Enregistrement et Édition
Enregistrée entre le 6 et le 9 mars 1966 aux studios de RCA Records à Hollywood, lors des sessions consacrées à Aftermath, Under My Thumb est marquée par le son du marimba loué pour l’occasion et dont joue Brian Jones. À cette époque, Jones commençait à se désintéresser de la guitare et s’essayait à une série d’instruments atypiques (le marimba, le dulcimer, le sitar) qui, sous ses doigts, s'inviteront sur plusieurs morceaux de l’album. Aux côtés de Jones, on retrouve les autres membres du groupe : Keith Richards aux guitares (guitare acoustique et lead guitare électrique), Bill Wyman à la basse, Charlie Watts à la batterie et Mick Jagger au micro. Auxquels s'ajoutent Ian Stewart au piano et peut-être Jack Nitzsche pour les claquements de doigts et de mains — à moins que Jagger ne s'en soit lui-même chargé. La ligne supplémentaire de basse fuzz prête, semble-t-il, à discussion : certains auteurs l'attribuent à Wyman, d'autres à Richards.
La chanson existe en deux formats tirés de la même prise : un format court, d'une durée de 3 min 20 s, et un format plus long d'une vingtaine de secondes, restituant les « Take it ea-a-asy baby » de Mick Jagger en fin d'enregistrement et variant, selon les éditions, de 3 min 39 s à 3 min 44 s. À l'exception du marché japonais qui, dès 1966, présenta la chanson dans une version longue (3 min 43 s), le format court a longtemps été la norme. À partir des années 1980, il fut peu à peu remplacé par le format long sans disparaitre totalement. Cette évolution, d'un format vers l'autre, est observable aussi bien sur Aftermath que sur la compilation Hot Rocks 1964-1971.
À l'origine, Under My Thumb ne fut pas commercialisée en tant que single. Par la suite, elle fut éditée en 45 tours à trois reprises : en 1968 au Japon (I Just Want to Make Love to You  en face B) ; en 1969 en Belgique et 1975 en France (Honky Tonk Women en face A).

## Thème
Les paroles de cette chanson, chronique de la lutte de pouvoir opposant les sexes, allaient avec l'attitude rebelle et vaguement misogyne que les Rolling Stones cultivaient au début de leur carrière sous la houlette de leur manager Andrew Loog Oldham, bien que son titre — littéralement « sous mon pouce », c'est-à-dire sous ma coupe, en mon pouvoir — semble plus subtil que ne l'étaient les autres controverses que le groupe avait suscitées. Chrissie Shrimpton, avec qui Mick Jagger sortait à l'époque, pourrait être visée ici, comme il est envisageable qu'elle soit la Stupid Girl du même album, deux pistes plus tôt.
La chanson célèbre le triomphe d'un homme sur une femme — ou une figure féminine — d'abord exigeante et dominatrice, ce que résume le premier couplet :
| Under my thumb The girl who once had me down Under my thumb The girl who once pushed me around | Sous ma coupe La fille qui autrefois me mettait à terre Sous ma coupe La fille qui jadis me poussait à bout |

Comparant ensuite cette fille à « un chien qui se tortille » ou à un « animal de compagnie », la chanson provoqua des réactions négatives, venant notamment de la communauté féministe. Jagger aura plusieurs fois l'occasion de s'exprimer sur le sujet, et d'en arrondir les angles, par exemple en 1995 : « C'est une chanson un peu blagueuse, vraiment. Ce n'est pas vraiment une chanson anti-féministe, pas plus que les autres [...] Oui, c'est une caricature, et c'est en réponse à une fille qui était une femme très exigeante. »
En 2021,  Like a Rolling Stone Revisted : Une relecture de Dylan de Jean-Michel Buizard — ouvrage consacré non aux Rolling Stones, mais à Bob Dylan — fait un détour par Under My Thumb et en propose une interprétation neuve, s'écartant d'une lecture au premier degré de la chanson. Dans la grande tradition du blues, dont les Stones sont les héritiers, la guitare est l'éternelle compagne du bluesman, parfois même personnifiée, telle Lucille, la guitare de B.B. King, à laquelle —  ou à qui — il dédia une chanson (Lucille, 1968). À sa manière, Under My Thumb prolongerait cette tradition : « Il n’est jamais question d’une femme réelle, mais tout simplement de cet instrument que le guitariste doit dompter, qui le met sans doute en difficulté au début, mais qu’il parvient enfin à dominer du bout de ses doigts — sous son pouce ! » Comme dirait Jagger, « une chanson un peu blagueuse, vraiment »...

## Musique
Comme pour plusieurs chansons de la période Aftermath, Under My Thumb emploie une instrumentation novatrice : la basse fuzz, mais surtout le marimba qui donne toute son identité au morceau. La similitude a été relevée entre le motif joué par Jones et l'ouverture de la chanson soul It's the Same Old Song des Four Tops. La chanson est d'ailleurs unanimement saluée pour son groove : « un excellent groove très "Motown" » par exemple selon Philippe Margotin et Jean-Michel Guesdon ; « un groove qui tue » pour Jim Beviglia.
Globalement, la richesse de la musique et la performance de tous les musiciens éclipsent le débat entourant les paroles : « Under My Thumb, écrit Sean Egan, n'exprime pas exactement les plus belles qualités de la civilisation [...] Mais le staccato insistant, le riff de marimba évocateur de Jones et le travail de vibrato sur la lead guitare font qu'il est impossible de rejeter le morceau, même s'il est inconfortable. »

## Albums des Rolling Stones où apparaît la chanson
- 1966 : Aftermath (version studio)
- 1966 : Got Live If You Want It! (version live)
- 1971 : Gimme Shelter (studio)
- 1972 : Hot Rocks 1964-1971 (studio)
- 1972 : Milestones (en) (studio)
- 1975 : Rolled Gold (studio)
- 1982 : Still Life: American Concert 1981 (live)
- 2002 : Forty Licks (studio)

## En concerts
Durant la tournée anglaise qui suivit la sortie de l'album, Under My Thumb fut interprétée dans une version proche de sa version studio, avec toutefois un tempo accéléré. Les parties de marimba sont alors remplacées par des riffs de guitares comme ce fut le cas, le 1er octobre 1966, lors de l'ouverture du concert de Newcastle figurant sur l'album live de l'époque Got Live If You Want It!. La chanson fut ensuite délaissée au fur et à mesure des concerts au profit de nouveaux tubes.
Le 6 décembre 1969, lors du festival d'Altamont, c'est quelques instants après la fin de son interprétation que Meredith Hunter, noir américain, fut tué par un des Hells Angels chargés de la sécurité alors qu'il avait sorti une arme et se rapprochait de la scène,.
Le début des années 1980 marqua pour les Stones à la fois un retour aux sources et au succès. Lors des tournées aux États-Unis puis en Europe de 1981 et 1982, ils rejouèrent Under My Thumb en ouverture de chaque concert. Ron Wood est alors responsable de la troisième guitare — aux côtés de Wyman et en retrait de Richards — et le groupe insuffle une énergie très rock à la chanson. Elle apparaît sur le live de la tournée américaine, Still Life: American Concert 1981.
Dans la seconde moitié des années 1990, quand les Rolling Stones firent voter leurs fans pour établir le set des concerts à venir, Under My Thumb l'emporta si souvent qu'il devient un titre permanent du show.

## Reprises
Après l'arrestation de Mick Jagger et de Keith Richards pour détention de drogue à l'été 1967, les Who enregistrèrent en moins de 24 heures des reprises de Under My Thumb et The Last Time — avec exceptionnellement Pete Townshend à la basse, car John Entwistle était alors en voyage de noces — pour en produire un 45 tours en soutien aux deux musiciens. Ceux-ci seront toutefois libérés avant la sortie du disque. Depuis, les morceaux ont été intégrés à des compilations du groupe telles que Two's Missing et Rarities Vol. 1.
Aux États-Unis, la chanson est reprise par les Kingsmen au début des années 1980 et les Flamin' Groovies dans les années 1990. Au Canada, en 1979, le groupe de rock Streetheart obtient, avec leur reprise de Under My Thumb, leur meilleur classement dans les charts du pays. En Grande Bretagne,  Doll By Doll, groupe post-punk de Jackie Leven, reprend Under My Thumb dans son 4ème  et  ultime album (Gran Passion -1982), en version synth-pop avec la partie de guitare assurée par David Gilmour.
Au début des années 1980, le groupe de punk Social Distortion fit une reprise de la chanson avant de réaliser son premier album. Cette version est disponible sur leur collection de raretés, Mainliner: Wreckage from the Past. En 1996, le groupe la réenregistre et l'insère comme morceau caché sur White Light, White Heat, White Trash. Devenue un de leurs classiques sur scène, elle apparaît également sur leur Live at the Roxy. S'inspirant de la version de Social Distortion, le groupe chilien Los Miserables a repris le morceau en espagnol en 2000 :  Bajo este sol, « Sous ce soleil », conserve la ligne mélodique de Under My Thumb, mais son texte est sans rapport avec les paroles originales. Bajo este Sol est inclus dans l'album Date Cuenta.
Le groupe de doom metal Pentagram a interprété la chanson en studio en 1974. Elle figure sur la compilation First Daze Here Too|First Daze Here Too sortie en 2006. Under My Thumb est également repris par le groupe de metal industriel Ministry sur son album de reprises Cover Up en 2008.
En 2010, le duo anglais La Roux en fait un remix électro.
Sur la scène française, les Stinky Toys reprennent la chanson au milieu des années 1970. Les Rita Mitsouko et Philippe Katerine ont joué la chanson sur le plateau de Taratata le 4 mai 2007.